# Арад (Ізраїль)
Ара́д (івр. ערד, араб. عِرَادَ) — місто на півдні Ізраїлю на гірському перевалі у Юдейській пустелі, розташоване у безпосередній близькості від руїн стародавнього Арада, що згадується у Біблії та був зруйнований понад 2700 років тому. Арад розташований за 25 кілометрів на захід від Мертвого моря та за 45 кілометрів на схід від міста Беер-Шева. У місті проживають 23 700 осіб (2011), у тому числі різні етнічні й соціальні групи, такі як сефарди й ашкеназі, чорні євреї та бедуїни, світські та релігійні євреї, корінні ізраїльтяни та репатріанти.
Перша спроба відновити єврейську присутність на території сучасного Арада була вжита 1921 року, однак місто було засновано лише у листопаді 1962 року як одне з останніх міст розвитку.

## Історія

### Стародавній Арад
Походження назви "Арад" розповідає в пустелі, глава 21, перший вірш: "І ханаанеяни чули про царя Арада, Негева". Близько 3000 років тому місто Арад у епоху ранньої бронзи охоплювало близько сто дунамів, оточений стіною довжиною близько 1200 м. Це одне з перших міст в країні Ізраїль із запланованими вулицями, громадськими будівлями та урядом та стіною.

### Створення Арада
23 січня 1921 року Обов’язковий уряд дав дозвіл солдатам, звільненим з єврейських батальйонів, заснувати там поселення.  Дев'ять чоловіків та дві жінки прибули на місце, і вони почали будувати поселення та шукати воду.  Через чотири місяці ініціатива зазнала невдачі - на місці не було води, і поселення було занедбане 
У 1960 р. Розпочалося планування регіону Арад, центром якого було місто Арад як "перше заплановане місто в Ізраїлі", ініційоване Любою Еліав  , яка була призначена керівником будівельної бригади і негайно розпочала організацію команди.  Архітектор Олександр Шер був призначений головним інженером, а Ілана Бренсон Елрод - керівником групи містобудування після повернення з Бразилії в якості члена групи містобудування Бразиліа, керованої Лусіо Костою та Оскаром Німейєром. 
Планування було здійснено в Кірії в Тель-Авіві під час пошуку відповідної ділянки для будівництва міста, в районі на схід від Беер-Шеви, на межі схилів до Мертвого моря.  У 1961 році Еліав пішов і його замінив Іцхак Пундак.  У 1962 році Шер та Елрод пішли, і їх замінив Йона Піттельсон на посаді керівника групи планування.  Пізніше співробітники служили базою для інженерного відділу Арадської місцевої ради 
Розмістивши місцевість, Еліав вирішив, що місто плануватиметься на самому місці, а команда буде жити у передньому таборі, щоб відчути та зрозуміти умови місцевості та її клімат.  Табір також буде служити своєрідним першим колом у місці.  Табір, спроектований Шер Вальродом, включав центральну адміністративну будівлю з першим поверхом, побудованим з каменю, як притулок при необхідності, а поруч їдальня, кабінети та вітальні, побудовані з залишків відремонтованих хатин та адаптований.
З переходом до фронтового табору в 1961 році штат був розширений, включаючи архітекторів та інженерів, адміністраторів та різні посади, включаючи Авраама Бейгу Шочата, пізніше голову місцевої ради (а згодом і міністра фінансів).  Передній табір став будівлею офісів ради, а згодом муніципальних офісів, а також служив місцем для інших державних установ.
У 1962 році в Арад прибули перші поселенці, більшість з яких прибули за ініціативою державних установ.  Датою початку поселення на цьому місці було встановлено (після перенесення) 21 листопада 1962 р., Але перша сім'я прибула в поселення вже в жовтні  .
Уряд мав намір створити поселення, де мешканці працюватимуть на бурінні природного газу та нафти, мінеральних заводах у районі Мертвого моря та Місхор-Ротем, заводах, що будуть створені в промисловій зоні міста та лікувальному туризмі після сухого та прохолодного повітря та лікарських засобів властивості долини Мертвого моря.  Місто було створено з ретельним архітектурним плануванням, яке тривало близько півроку, та демографічним плануванням, яке спиралося на вихідців з країни, та приймальною комісією, яка затверджувала продаж квартир лише професіоналам, яких визначили необхідними.  Роками пізніше, коли на цьому місці з’явився ринок квартир б / у, здатність комітету впливати зникла, і його було скасовано.  Місцезнаходження Арада було визначено для того, щоб заселити вакантну територію на північному сході Негева.  Намір полягав у тому, щоб стати центром для нового району поселення, регіону Арад (див. Місто розвитку).  Геологічні дослідження, проведені до заснування міста, були зупинені перед його межами, і не було відомо, що місто сиділо на великому родовищі фосфатів (мабуть, одне з найбільших в країні) до 1970-х років, в результаті чого газ радону просочувався під деякими мікрорайони міста.

### Створення населеного пункту
У 1967 р. Вперше відбулись вибори до Ради Арад.  Це відбулося після повстання мешканців, які виступили проти призначення глави регіону і вимагали демократичних виборів  .  Авраам Бейга Шочат був обраний головою ради, прослуживши до 1989 року, після обрання до Кнесету в 1986 році. Його заступник Безалел Табіб був обраний головою ради і пропрацював на цій посаді до 2003 року. Потім він був обраний доктором. Моті Брилл, якого було усунуто в 2007 році. Його призначили Комітет, який очолив Гедеон Барлєв, колишній генеральний директор Міністерства внутрішніх справ.  У 2010 році відбулись позачергові вибори, і Талі Плоскова було обрано міським головою.  Коли вона була обрана в Кнесет у 2015 році, в Араді відбулись вибори, і був обраний адмін. Ніссан Бен-Хамо, який з тих пір працює на цій посаді.
У 1983 році розпочався фестиваль «Арад», ініційований Шошатом.  У червні 1995 року Арад був оголошений містом.  У липні 1995 року троє підлітків загинули внаслідок катастрофи на фестивалі в Араді.  Фестиваль став відомим брендом, а катастрофа стала символом невдач у місті.  Фестиваль відзначається щороку донині у скромному форматі.
З 2004 року значна група жителів виступає проти діяльності компанії "Ротем", що належить родині Офер, щоб не допустити будівництва фосфатного рудника в районі Арада, що може збільшити захворюваність у місті і навіть знищити туристичну галузь міста, крім ряд громадських діячів, які висловили підтримку групі. Стверджували, що "накопичений досвід не зможе гарантувати, що повномасштабний видобуток корисних копалин не матиме негативних наслідків для здоров'я" .

## Заснування

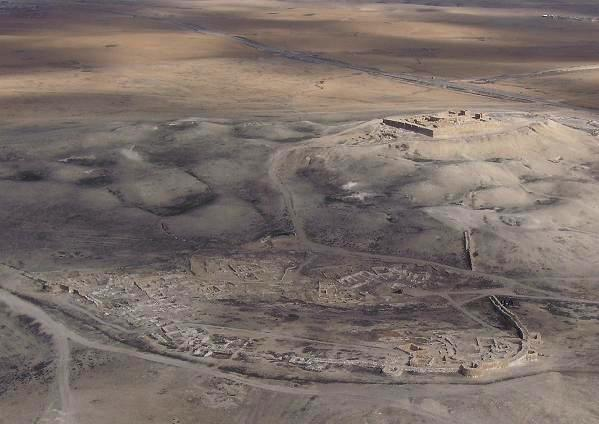
Стародавній Арад

Перша сучасна спроба заснувати населений пункт біля стародавнього Арада була вжита 23 лютого 1921 року. Дев'ять чоловіків і дві жінки спробували оселитись у тому районі, але за 4 місяці залишили його, оскільки не знайшли води.
Друга спроба освоєння району була вжита на початку 1960-их років. Розробка плану створення міста почалась 15 листопада 1960 року за розпорядженням Кабінету міністрів з бюджетом 50 тисяч ізраїльських лір. Розташування міста було затверджено 31 січня 1961 року. Арад було засновано 1962 року 160 молодими людьми, уродженцями Ізраїлю та вихідцями з Аргентини.
Після 1971 року Арад прийняв багато єврейських іммігрантів, головним чином з СРСР, а також з англомовних країн і Латинської Америки, а чисельність населення збільшилась від 4000 1969 року до 10 500 осіб 1974 року. У першій половині 1990-их років до Арада приїхали ще 6000 іммігрантів з колишнього Радянського Союзу.

## Клімат
Клімат Арада — арідний, з помірною зимою і спекотним тривалим літом.
| Клімат Арада (норма 1995-2009)             | Клімат Арада (норма 1995-2009) | Клімат Арада (норма 1995-2009) | Клімат Арада (норма 1995-2009) | Клімат Арада (норма 1995-2009) | Клімат Арада (норма 1995-2009) | Клімат Арада (норма 1995-2009) | Клімат Арада (норма 1995-2009) | Клімат Арада (норма 1995-2009) | Клімат Арада (норма 1995-2009) | Клімат Арада (норма 1995-2009) | Клімат Арада (норма 1995-2009) | Клімат Арада (норма 1995-2009) | Клімат Арада (норма 1995-2009) |
| Показник                                   | Січ.                           | Лют.                           | Бер.                           | Квіт.                          | Трав.                          | Черв.                          | Лип.                           | Серп.                          | Вер.                           | Жовт.                          | Лист.                          | Груд.                          | Рік                            |
| Середній максимум, °C                      | 14,4                           | 15,6                           | 19,4                           | 24,4                           | 29,2                           | 32                             | 33,6                           | 33,5                           | 31,3                           | 27,4                           | 21,5                           | 16,5                           | 24,9                           |
| Середня температура, °C                    | 10,7                           | 11,5                           | 14,3                           | 18,3                           | 22,1                           | 24,5                           | 26,3                           | 26,4                           | 24,7                           | 21,7                           | 17,1                           | 12,7                           | 19,2                           |
| Середній мінімум, °C                       | 7                              | 7,4                            | 9,2                            | 12,1                           | 14,9                           | 17                             | 19,1                           | 19,3                           | 18,1                           | 16                             | 12,7                           | 8,9                            | 13,5                           |
| Норма опадів, мм                           | 31                             | 28                             | 20                             | 6                              | 1.4                            | 0                              | 0                              | 0                              | 0.3                            | 7                              | 13                             | 23                             | 130                            |
| ------------------------------------------ | ------------------------------ | ------------------------------ | ------------------------------ | ------------------------------ | ------------------------------ | ------------------------------ | ------------------------------ | ------------------------------ | ------------------------------ | ------------------------------ | ------------------------------ | ------------------------------ | ------------------------------ |
| Джерело: The Israel Meteorological Service |                                |                                |                                |                                |                                |                                |                                |                                |                                |                                |                                |                                |                                |